# オールテレーンタイヤ

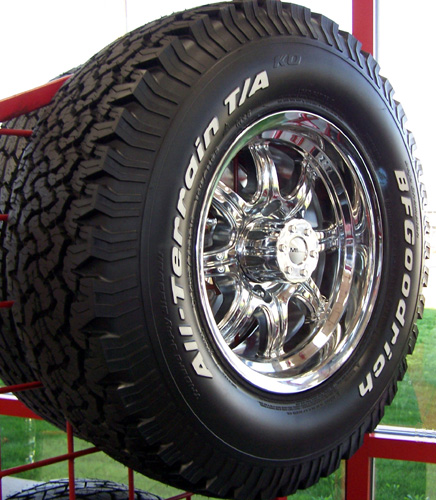
オールテレーンタイヤの一例
（BFグッドリッチ・All-Terrain T/A）

オールテレーンタイヤ（All-Terrain tire /ɔːl tɛˈreɪn tάɪə/）とは、自動車、自動二輪車、自転車のタイヤの一種であり、日本語では全地形タイヤと呼ばれることもある。厳密には全天候タイヤ（オールウェザータイヤ/All-Weather tyre）（オールシーズンタイヤ、All-Season tire）と区別されるのであるが、日本・欧米共にしばしば両者が混同されるため、この項目ではオールシーズンタイヤ及び、オールテレーンタイヤから派生したハイウェイテレーンタイヤについても記述を行う。オフロードタイヤ（Off-road tire）と呼ばれる。'

## オールシーズンタイヤ

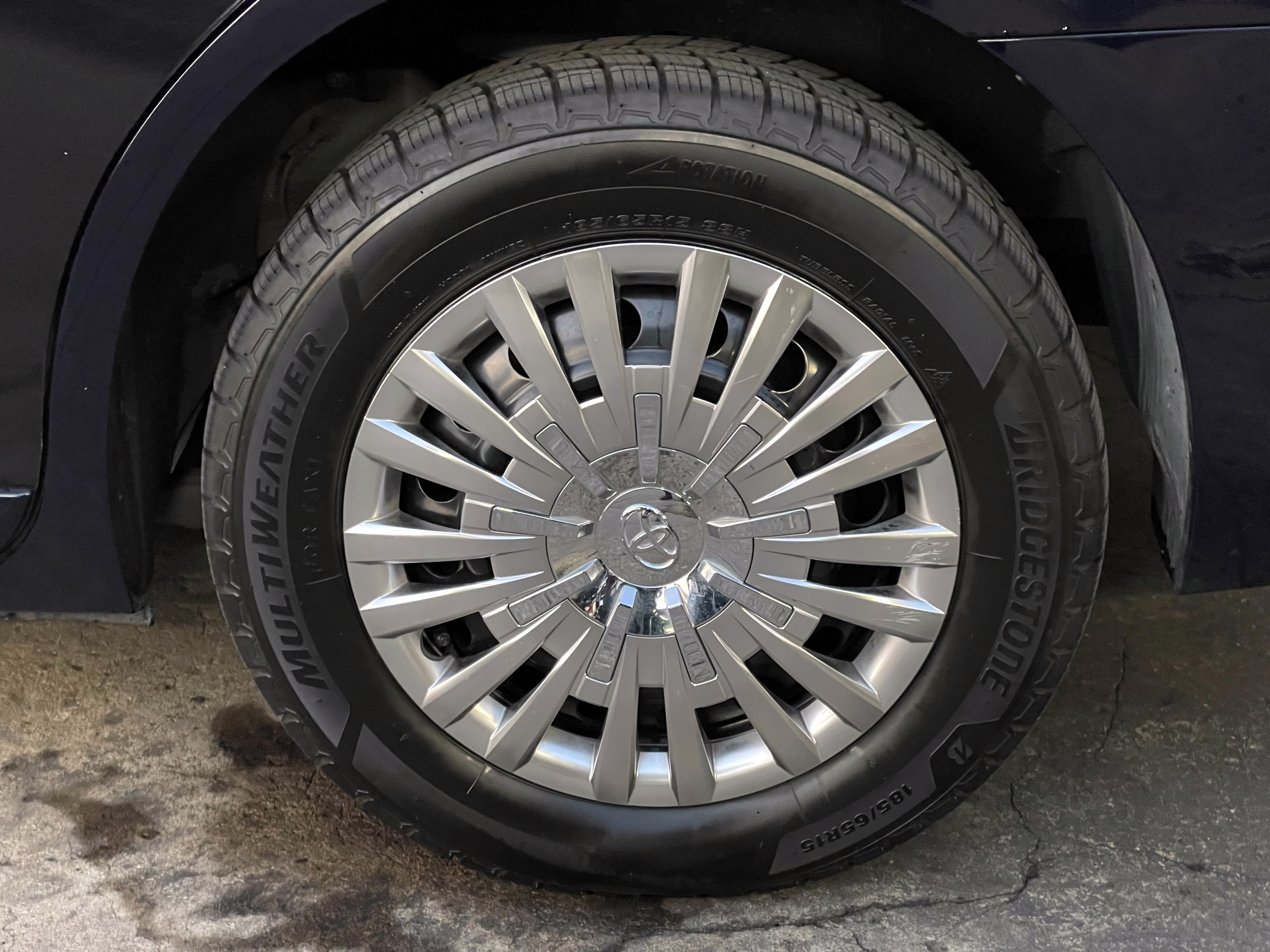
オールシーズンタイヤの一例
（ブリヂストン・MULTIWEATHER for TAXI）

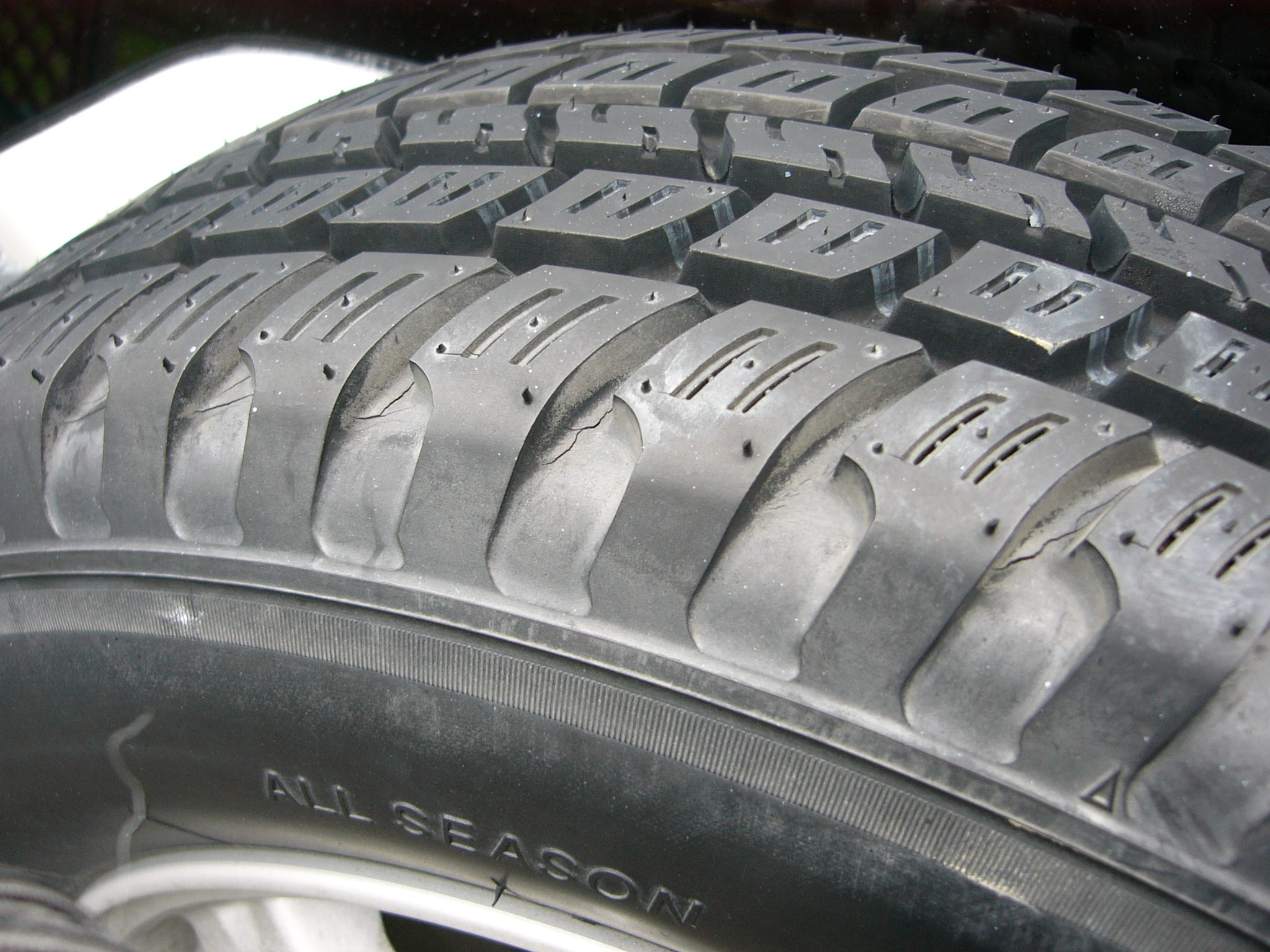
オールシーズンタイヤの一例
（横浜ゴム・SuperDigger-V）

オールシーズンタイヤとは、いわゆる夏タイヤと呼ばれるノーマルタイヤと、冬タイヤと呼ばれるスノータイヤの中間のタイヤとして開発されたタイヤである。別名フォーシーズンとも呼ばれ、略号としてA/Sや4Sと表記されているものもある。
非常に簡単に云えば、スタッドレスタイヤからサイプ構造を省いてゴム質をノーマルタイヤに近くした物がオールシーズンタイヤであり、縦横に巡らされた溝（グルーブ）で形成された四角形のブロックパターンがトレッド全面に規則的に配置されていることが特徴である。形式的ではあるがマッド+スノー（M+S）のサイドウォール表記もなされているため、雪道やオフロードでの使用も可能であることが謳われている。ただし、ゴム質や構造の違いからスタッドレスタイヤと違い凍結路には不向きである。
日本では夏と冬の気候の差が非常にはっきりしており（欧米と比べ暖候期の降水量が非常に多く、梅雨や台風でグリップ力が試されるような激しい雨に遭遇しやすい）、夏タイヤと冬タイヤの使い分けが季節毎に行われる傾向が強かったことや、夏タイヤでもハイグリップ指向のものと、騒音を抑えたコンフォート指向のタイヤ、さらには転がり抵抗を抑えたエコタイヤ（省燃費タイヤ）に細分化されていったことで、悪く言えばコンセプトが中途半端なオールシーズンタイヤはタイヤの主流からは次第に外れていったが、近年、特に雪に対する性能が向上したものが開発され、日本国内でも僅かでは有るが販売が再開されており、今後、降雪が年に数回程度の地域や、走行距離の少ないドライバー等からの需要が伸びる可能性もある。また、多くの台数を抱えるタクシー事業者においてはシーズンごとに交換する手間の削減や履き替え前の突然の雪に対する対策等からニーズがあり、降雪地でない事業者においてはオールシーズンタイヤのニーズがあり、耐摩耗性を高めたタクシー用オールシーズンタイヤが発売されている。なお、国内において冬タイヤの主流であるスタッドレスタイヤは夏タイヤ比で速度記号が低い製品が主流だが、オールシーズンタイヤの場合は夏タイヤと遜色ないあるいは場合によっては上回る速度記号のものが多い。また、ブロックパターンであること自体はスタッドレスタイヤに類似するが速度や排水性の面から回転方向指定パターンであったり、左右非対称パターンである製品が多い。
国土が広いアメリカや、地域により標高差が激しいヨーロッパでは、ハイウェイやアウトバーンを走行中に突然降雪に見舞われた場合でも安全に走行する必要性が求められるため、一般乗用車におけるオールシーズンタイヤの需要が大きい。特にアメリカでは新車にはオールシーズンタイヤを装備することが法規で決められている。
比較的偏平率が高く幅広なサイズも揃っているオールシーズンタイヤは、国産スポーツカーをアメリカ車やヨーロッパ車風にドレスアップする際に用いられることがある。

## オールテレーンタイヤ
オールテレーンタイヤとは四輪駆動車向けのオールシーズンタイヤであり、クロスカントリー車やSUVのライン装着（新車時装着）に用いられることが非常に多いタイヤのため、今日ではオールシーズンタイヤ=オールテレーンタイヤとして認識されていることが非常に多い。
日本ではBFグッドリッチ製の物が最もよく知られている。
道路の舗装化が非常に進んだ今日では、自動車メーカーも事実上4WD車が一般道路を逸脱してオフロードを長時間走行し続けることは少ないとして認識しているため、マッドテレーンタイヤとノーマルタイヤを折衷したようなパターンのオールテレーンタイヤか、後述のハイウェイテレーンタイヤを装着することがほとんどとなっている。
オールテレーンタイヤは乗用車に用いられることが多いオールシーズンタイヤに比べてやや目が粗い（溝が深く広い）トレッドパターンを持ち、ある程度までのオフロード走行と積雪面での走行を許容している。初期のオールテレーンタイヤはサイドウォールやカーカスコードなどの構造がノーマルタイヤとほぼ同じであったため、オフロード走行時の耐久性が低い問題を抱えていたが、今日では構造の改良により、ある程度までは問題が解決されている。
オールテレーンタイヤは当初は4WD車の舗装路面におけるロードノイズの低減や燃費の向上などを重視して開発されていたが、今日ではさらなる高速走行への対応が求められるようにもなったため、クロスオーバーSUVなどのさらに乗用指向の強い車種に対してはノーマルタイヤとほぼ同じ性格を持つハイウェイテレーンタイヤがライン装着に用いられるようになった。

## ハイウェイテレーンタイヤ
ハイウェイテレーンタイヤ（High-way terrain tire）とは、オールテレーンタイヤの一般舗装路での走行性能や、乗り心地と静粛性をさらに向上させた結果、ノーマルタイヤの性格を持つに至ったタイヤを指す。ハイスピードテレーンタイヤと呼ばれることもあるが、どちらも略号はH/Tであり、ほぼ完全な夏仕様のタイヤであるためマッド+スノー表記を持たないものもある。
高速走行時のロードノイズを抑えたトレッドパターンを持ち、今日のSUVの良路での運動性や快適性向上に寄与しているタイヤでもある。

## サイドウォールの表記
一般にはオールテレーンタイヤはAll-Terrainを示すA/T若しくはT/A表記がサイドウォールに大書されていることが多く、マッドテレーンタイヤ（M/T）やハイウェイテレーンタイヤ（H/T）と容易に区別が可能である。オールシーズンタイヤについても、A/T表記がされていることが多く、タイヤメーカーもほぼ同一の扱いを行っていることがうかがえる。

### スノータイヤ・オフロードタイヤとしての使用

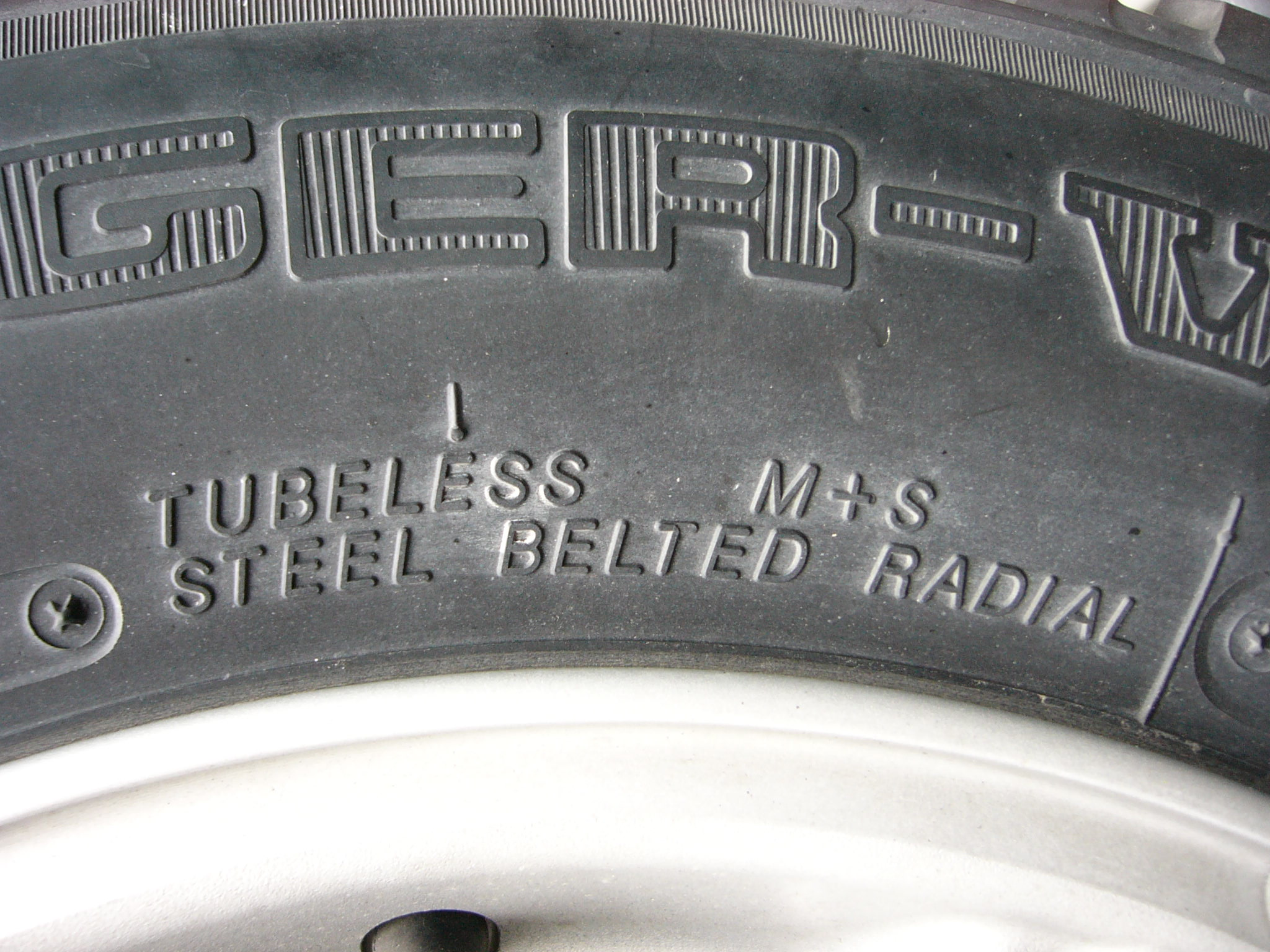
オールシーズンタイヤにおけるマッド＋スノー（M+S）表記例
（横浜ゴム・SuperDigger-V）

オールテレーンタイヤやオールシーズンタイヤのサイドウォールにはスノータイヤの一種であることを示すSNOW表記が示されており、タイヤサイズ表記の周囲にマッド＋スノー（MUD+SNOW）を示すM+Sという略号が表記されていることが多い。
しかしこの表記は、あくまでも形式的なものであり、実際の泥濘地や積雪面での走行性能はそのオールテレーンタイヤのトレッドパターンにより千差万別である。雪道でのトラクション性能はスノータイヤやスタッドレスタイヤに、オフロード性能ではマッドテレーンタイヤにそれぞれ及ばないことを承知した上で、タイヤを過信せずに、雪が降っていてもオフロードでも「一応走行は出来る」程度の認識で使用するのが無難である。なお、マッド＋スノー表記の横に雪の結晶があしらわれた山のエンブレム  が記載されていることがある。このエンブレムはスリーピークマウンテン・スノーフレークマーク（Three-Peak Mountain Snow Flake（3PMSF）、Severe Service Emblem）と呼ばれ、極めて厳しい寒冷地においても十分な性能を示すことをASTMの公的試験によって認証されたタイヤであることを示している。ただし、いわゆるオールシーズンタイヤでこれがついている場合でも、「ないものよりはマシ」程度の認識で使用した方がよい。